# René-Marie Castaing
Pour les articles homonymes, voir Castaing.
René-Marie Castaing (né à Pau le 16 décembre 1896 - mort à Tarbes le 9 décembre 1943) est un peintre français. René-Marie Castaing est le fils aîné d'Henri Joseph Castaing (1860-1918), lui-même peintre et de Rose-Marie Picamilh.

## Biographie
Élève de son père et de Paul Albert Laurens, il expose au Salon des artistes français dès 1913 et y reçoit une médaille d'argent en 1925.
Il est le premier Béarnais à gagner en 1924 le Premier Grand Prix de Rome et est devenu par la suite membre de la Société des artistes français.
Certaines de ses fresques décorent la salle à manger de la Villa Saint Basil's à Pau. D'autres, peintes en 1930, ornent le chemin de croix de l'église de Bidache.
Il se marie le 27 août 1925 à Arros-de-Nay avec Marie d'Espalungue d'Arros; fille de Henry-Charles-Marie-Arnaud d'Espalungue d'Arros et Madeleine de Buyer. De cette union naissent huit enfants.

### Œuvres principales

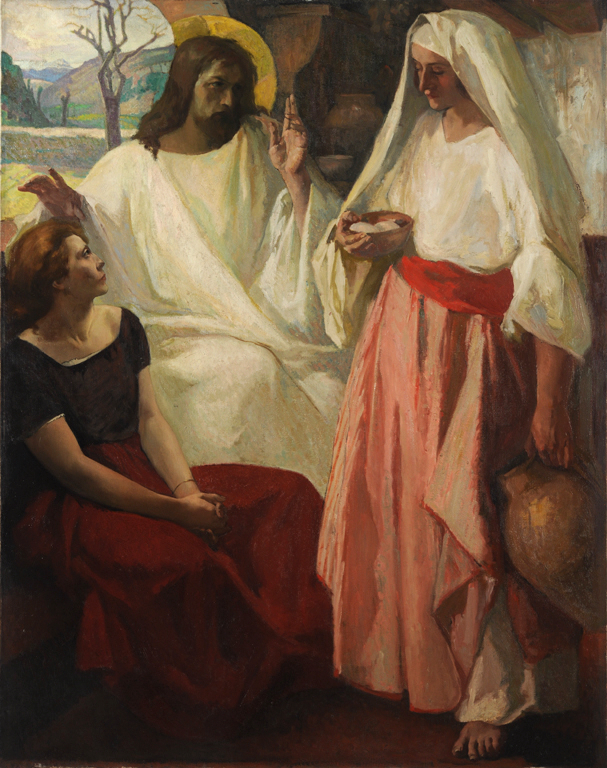
Jésus chez Marthe et Marie.

- Jeanne d'Arc entendant les voix, huile, mine de plomb, bronzine/toile
- Jeanne d'Arc chef de guerre, craie, gouache/toile (1920)
- Jeanne d'Arc au bûcher, huile, mine de plomb, bronzine/toile - exposé au Musée des Beaux-Arts de Pau.
- Jésus chez Marthe et Marie, 1924, Paris, Ecole nationale supérieure des Beaux-Arts
- Cendrillon (1928)
- Jeanne d'Arc entendant les voix, vers 1928-1930, Orléans, musée des Beaux-Arts
- Sérénade dans le parc d'un palais italien (1931)
- Jeunes filles et amour dans un parc (1931)
- Jeune fille tenant un tissu (1936)
- Chemin de Croix, ensemble de quinze toiles dont certaines furent achevées par son frère Jacques Castaing, église Saint-Jacques-le-Majeur, Bidache, Pyrénées-Atlantiques.
- 28 toiles marouflées de l'église Saint-Magne à Bizanos

## Notes et références

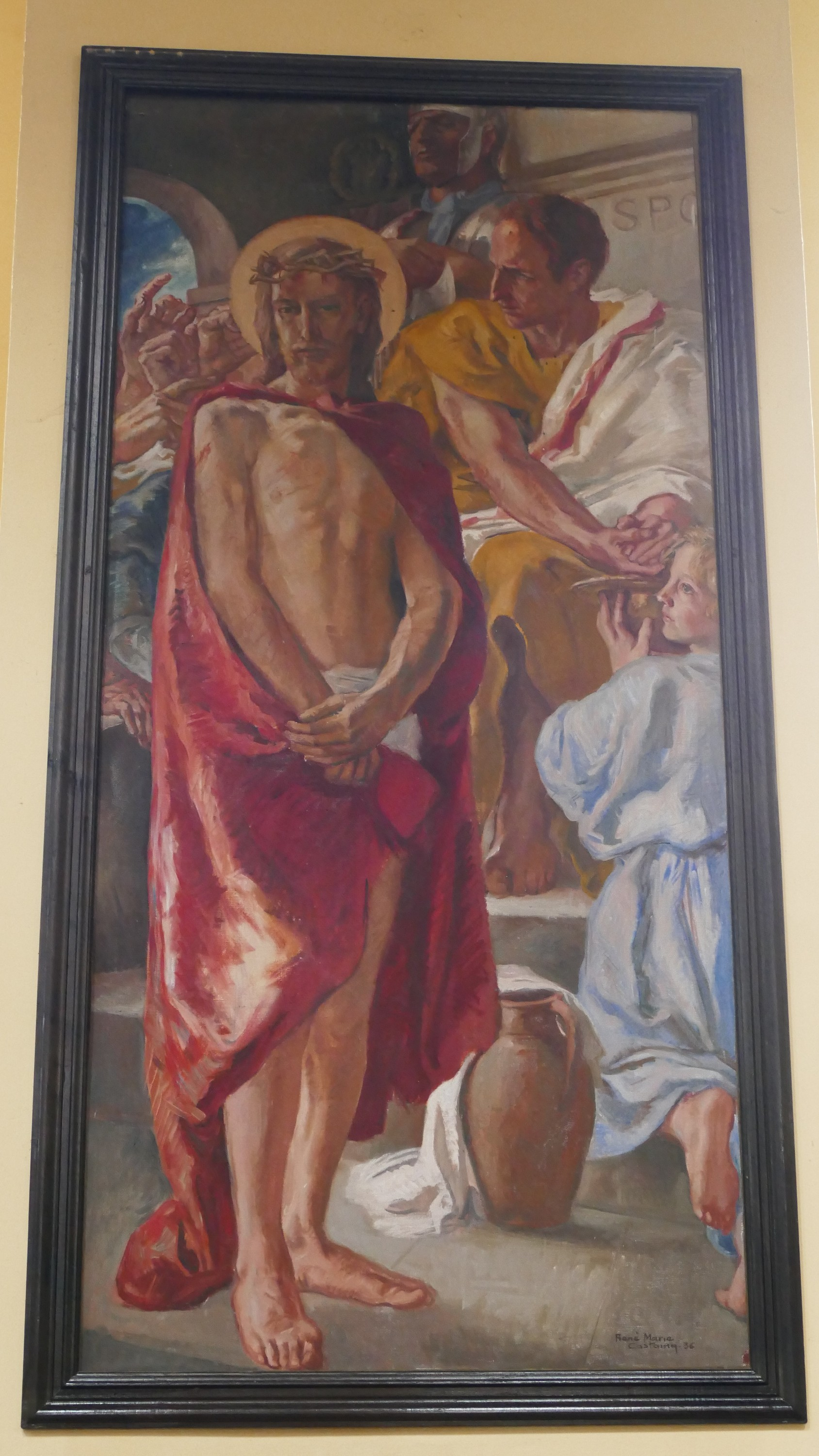
Ecce Homo, église Saint-Jacques-le-Majeur de Bidache.